# Crazy (Aerosmith)
Crazy è un brano degli Aerosmith, scritto dal cantante Steven Tyler, dal chitarrista Joe Perry e dal produttore e paroliere Desmond Child. Venne pubblicato nel 1994 come ultimo singolo del popolarissimo album Get a Grip. Si classificò alla posizione numero 17 nella Billboard Hot 100 e alla numero 7 nella Mainstream Rock Songs.

## Videoclip
Nel 1994 il video della canzone, diretto da Marty Callner, divenne in breve tempo uno dei più richiesti e popolari su MTV: ad esso parteciparono l'attrice Alicia Silverstone, alla sua terza apparizione in un video degli Aerosmith, e Liv Tyler, figlia del cantante della band Steven, che in tale occasione debuttò nel mondo dello spettacolo.

## Premi
La canzone ha vinto un Grammy Award alla miglior performance rock di un duo o un gruppo nel 1995.

## Formazione
- Steven Tyler - voce, armonica a bocca
- Joe Perry - chitarra, cori
- Brad Whitford - chitarra
- Tom Hamilton - basso
- Joey Kramer - batteria
- Desmond Child – tastiere